# Elecciones provinciales de La Rioja (Argentina) de 2023
Las elecciones generales de la provincia de La Rioja de 2023 se llevaron a cabo el domingo 7 de mayo, con el objetivo de elegir al gobernador y vicegobernador para el período 2023-2027, y a 18 de los 36 legisladores provinciales. También se eligieron 36 convencionales constituyentes, los cuales modificarán la constitución provincial.
El Partido Justicialista, que lleva gobernando la provincia de La Rioja desde el regreso de la democracia, obtuvo su peor resultado para la elección a gobernador (con candidato único), con el 52% de los votos.

## Candidatos
| Logo                                          | Logo                                          | Partido / Coalición                            | Partidos en la coalición | Candidato a gobernador                                | Candidato a gobernador                                | Candidato a vicegobernador | Candidato a vicegobernador |
| --------------------------------------------- | --------------------------------------------- | ---------------------------------------------- | --- | ----------------------------------------------------- | ----------------------------------------------------- | -------------------------- | -------------------------- |
|                                               |                                               | Frente de Todos                                | Ver partidos: - Partido Justicialista - Partido de la Victoria - Kolina - Lealtad y Dignidad - Partido Comunista - Partido del Trabajo y la Equidad - Partido Frente Federal - Partido Construyamos Juntos - Ciudadanos - Movimiento Tercera Posición - Movimiento Provincial de Integración Popular - Vecinalismo Chamicalense - Partido Conducción Renovadora - Peronista sin Fronteras - Unidad y Progreso - Frente Social para el Desarrollo - Siempre Junto a la Gente - Un Cambio para mi Pueblo - Arauco Crece - Frente Riojano Federal - Movimiento Unidos por el Cambio - Somos - Unidos Somos Más - Movimiento Octubres - Partido Compromiso, Acción y Trabajo - Movimiento Popular Alternativo - Partido Social por el Bien Común - Movimiento Departamental y otros |                                                       | Ricardo Quintela                                      |                            | Teresita Madera            |
| - Gobernador de La Rioja (desde 2019)         | - Gobernador de La Rioja (desde 2019)         | Frente de Todos                                | Ver partidos: - Partido Justicialista - Partido de la Victoria - Kolina - Lealtad y Dignidad - Partido Comunista - Partido del Trabajo y la Equidad - Partido Frente Federal - Partido Construyamos Juntos - Ciudadanos - Movimiento Tercera Posición - Movimiento Provincial de Integración Popular - Vecinalismo Chamicalense - Partido Conducción Renovadora - Peronista sin Fronteras - Unidad y Progreso - Frente Social para el Desarrollo - Siempre Junto a la Gente - Un Cambio para mi Pueblo - Arauco Crece - Frente Riojano Federal - Movimiento Unidos por el Cambio - Somos - Unidos Somos Más - Movimiento Octubres - Partido Compromiso, Acción y Trabajo - Movimiento Popular Alternativo - Partido Social por el Bien Común - Movimiento Departamental y otros | - Legisladora provincial (2021-2023)                  | - Legisladora provincial (2021-2023)                  |                            |                            |
|                                               |                                               | Juntos por el Cambio                           | Ver partidos: - Unión Cívica Radical - Coalición Cívica ARI - Propuesta Republicana - Acción Federal - Acción Riojana - Unite por la Libertad y la Dignidad - Proyecto Joven - Partido Republicano - Partido Riojanos - Encuentro Social Riojano - Unidos por la Vida - Partido Nacionalista Constitucional UNIR - Frente Vecinalista del Tercer Sector - Unidos por un Futuro Mejor - Partido Viva La Rioja - Movimiento Libres del Sur - Frente Amplio de Renovación Popular - Partido Activar - Partido Todos Avanzamos |                                                       | Felipe Álvarez                                        |                            | Guillermo Galván           |
| - Diputado nacional por La Rioja (desde 2019) | - Diputado nacional por La Rioja (desde 2019) | Juntos por el Cambio                           | Ver partidos: - Unión Cívica Radical - Coalición Cívica ARI - Propuesta Republicana - Acción Federal - Acción Riojana - Unite por la Libertad y la Dignidad - Proyecto Joven - Partido Republicano - Partido Riojanos - Encuentro Social Riojano - Unidos por la Vida - Partido Nacionalista Constitucional UNIR - Frente Vecinalista del Tercer Sector - Unidos por un Futuro Mejor - Partido Viva La Rioja - Movimiento Libres del Sur - Frente Amplio de Renovación Popular - Partido Activar - Partido Todos Avanzamos | - Viceintendente de la Ciudad de La Rioja (2019-2023) | - Viceintendente de la Ciudad de La Rioja (2019-2023) |                            |                            |
|                                               |                                               | La Libertad Avanza                             | Ver partidos: - La Libertad Avanza - Unidos por mi Gente - NOS |                                                       | Martín Alexís Menem                                   |                            | Carolina Moreno            |
| - Diputado provincial (2021-2023)             | - Diputado provincial (2021-2023)             | La Libertad Avanza                             | Ver partidos: - La Libertad Avanza - Unidos por mi Gente - NOS | - Empresaria                                          | - Empresaria                                          |                            |                            |
|                                               |                                               | Frente de Izquierda y de Trabajadores - Unidad | Ver partidos: - Izquierda por una Opción Socialista - Nueva Izquierda - Partido del Obrero |                                                       | Carolina Goycochea                                    |                            | Domingo Vedia              |
|                                               |                                               | Frente de Izquierda y de Trabajadores - Unidad | Ver partidos: - Izquierda por una Opción Socialista - Nueva Izquierda - Partido del Obrero | - Dirigente social                                    |                                                       |                            |                            |
|                                               |                                               | Frente La Rioja Puede                          | Ver partidos: - Convergencia Riojana - Movimiento Construyendo La Rioja |                                                       | Mario Olmedo                                          |                            | José Cosseddú              |
|                                               |                                               | Frente La Rioja Puede                          | Ver partidos: - Convergencia Riojana - Movimiento Construyendo La Rioja |                                                       |                                                       |                            |                            |
|                                               |                                               | Alianza Fuerza Liberal                         | Ver partidos: - Unión del Centro Democrático - Partido Libertario - Partido Rioja Solidaria |                                                       | Cristian Corzo                                        |                            | Edgardo Escobar            |
| - Presidente de la UCEDE de La Rioja          |                                               | Alianza Fuerza Liberal                         | Ver partidos: - Unión del Centro Democrático - Partido Libertario - Partido Rioja Solidaria |                                                       |                                                       |                            |                            |

## Renovación Legislativa
| Departamento           | Legislatura | Legislatura | Convencionales |
| Departamento           | Diputados   | A renovar   | Convencionales |
| ---------------------- | ----------- | ----------- | -------------- |
| Ángel V. Peñaloza      | 1           | 1           | 1              |
| Arauco                 | 3           | 3           | 3              |
| Belgrano               | 1           | 1           | 1              |
| Capital                | 8           | —           | 8              |
| Castro Barros          | 1           | —           | 1              |
| Chamical               | 3           | 3           | 3              |
| Chilecito              | 4           | 4           | 4              |
| Facundo Quiroga        | 1           | —           | 1              |
| Famatina               | 1           | 1           | 1              |
| Felipe Varela          | 3           | —           | 3              |
| Independencia          | 1           | 1           | 1              |
| Lamadrid               | 1           | 1           | 1              |
| Ocampo                 | 1           | 1           | 1              |
| Rosario Vera Peñaloza  | 3           | —           | 3              |
| San Blas de los Sauces | 1           | 1           | 1              |
| San Martín             | 1           | 1           | 1              |
| Sanagasta              | 1           | —           | 1              |
| Vinchina               | 1           | —           | 1              |
| Total                  | 36          | 18          | 36             |

## Encuestas
| Fecha                 | Encuestadora              | FdT      | JxC     | LLA   | FIT-U     | LRP    | Fuerza Liberal | Otros | Blanco | Indecisos |
| Fecha                 | Encuestadora              | Quintela | Álvarez | Menem | Goycochea | Olmedo | Corzo          | Otros | Blanco | Indecisos |
| --------------------- | ------------------------- | -------- | ------- | ----- | --------- | ------ | -------------- | ----- | ------ | --------- |
| Fecha                 | Encuestadora              |          |         |       |           |        |                | Otros | Blanco | Indecisos |
| Abril de 2023         | Zuban Córdoba & Asociados | 36,8     | 30,6    | 14,8  | -         | -      | -              | 3,3   | 3,8    | 10,7      |
| 25 de abril de 2023   | MQH & Asociados           | 38       | 38,7    | 12    | 3         | 0,5    | 1,6            | -     | -      | 6,2       |
| 1 de mayo de 2023     | MQH & Asociados           | 37,1     | 35,3    | 15,1  | 2,7       | 0,8    | 1,1            | -     | -      | 7,9       |
| 1 - 3 de mayo de 2023 | CB Consultora             | 38,2     | 28      | 28,4  | 2,1       | -      | -              | -     | 3,3    | -         |
| 1 - 3 de mayo de 2023 | CB Consultora             | 35,7     | 26,2    | 26,5  | 2         | -      | -              | -     | 3,1    | 6,5       |
|                       |                           |          |         |       |           |        |                |       |        |           |
| 7 de mayo de 2023     | Elecciones provinciales   | 46.98    | 33.34   | 15.96 | 1.03      | 0.42   | 0.45           | 1.82  | 3.86   | -         |

## Resultados

### Gobernador y vicegobernador
|  | 52,63 % |

|  | 30,92 % |

|  | 14,70 % |

|  | 0,85 % |

|  | 0,50 % |

|  | 0,41 % |

|  | 92,42 % |

|  | 6,47 % |

|  | 1,11 % |

|  | 100 % |

|  | 70,29 % |

### Legislatura
| ← 2021 · Legislatura · 2025 →      | ← 2021 · Legislatura · 2025 →                  | ← 2021 · Legislatura · 2025 →                  | ← 2021 · Legislatura · 2025 → | ← 2021 · Legislatura · 2025 → | ← 2021 · Legislatura · 2025 → |
| Partido/Alianza                    | Partido/Alianza                                | Partido/Alianza                                | Votos                         | %                             | Bancas                        |
| ---------------------------------- | ---------------------------------------------- | ---------------------------------------------- | ----------------------------- | ----------------------------- | ----------------------------- |
|                                    |                                                | Frente Federal                                 | 12.788                        | 17,56                         | 6/18                          |
|                                    | Partido de la Victoria                         | 7.377                                          | 10,13                         | 2/18                          |                               |
|                                    | Partido Construyamos Juntos                    | 6.190                                          | 8,50                          | 1/18                          |                               |
|                                    | Ciudadanos                                     | 5.210                                          | 7,15                          | 1/18                          |                               |
|                                    | Movimiento Tercera Posición                    | 3.609                                          | 4,96                          |                               |                               |
|                                    | Movimiento Provincial de Integración Popular   | 3.308                                          | 4,54                          | 1/18                          |                               |
|                                    | Vecinalismo Chamicalense                       | 2.661                                          | 3,65                          | 2/18                          |                               |
|                                    | Partido Lealtad y Dignidad                     | 2.263                                          | 3,11                          | 1/18                          |                               |
|                                    | Partido Conducción Renovadora                  | 1.677                                          | 2,30                          |                               |                               |
|                                    | Peronista sin Fronteras                        | 1.643                                          | 2,26                          | 1/18                          |                               |
|                                    | Unidad y Progreso                              | 1.604                                          | 2,20                          |                               |                               |
|                                    | Frente de Todos                                | 1.531                                          | 2,10                          | 1/18                          |                               |
|                                    | Frente Social para el Desarrollo               | 1.460                                          | 2,00                          |                               |                               |
|                                    | Siempre Junto a la Gente                       | 1.345                                          | 1,85                          |                               |                               |
|                                    | Un Cambio para mi Pueblo                       | 1.092                                          | 1,50                          |                               |                               |
|                                    | Arauco Crece                                   | 1.085                                          | 1,49                          |                               |                               |
|                                    | Frente Riojano Federal                         | 1.068                                          | 1,47                          |                               |                               |
|                                    | Movimiento Unidos por el Cambio                | 686                                            | 0,94                          |                               |                               |
|                                    | Somos                                          | 673                                            | 0,92                          |                               |                               |
|                                    | Unidos Somos Más                               | 661                                            | 0,91                          | 1/18                          |                               |
|                                    | Movimiento Octubres                            | 612                                            | 0,84                          |                               |                               |
|                                    | Partido Compromiso, Acción y Trabajo           | 536                                            | 0,74                          |                               |                               |
|                                    | Movimiento Popular Alternativo                 | 368                                            | 0,51                          |                               |                               |
|                                    | Partido Social por el Bien Común               | 295                                            | 0,41                          |                               |                               |
|                                    | Movimiento Departamental                       | 137                                            | 0,19                          |                               |                               |
| Total Frente de Todos              | Total Frente de Todos                          | Total Frente de Todos                          | 59.879                        | 82,22                         | 17/18                         |
|                                    |                                                | Juntos por el Cambio                           | 6.396                         | 8,78                          | 1/18                          |
|                                    | Movimiento Fundacional La Rioja                | 1.133                                          | 1,56                          |                               |                               |
| Total Juntos por el Cambio         | Total Juntos por el Cambio                     | Total Juntos por el Cambio                     | 7.529                         | 10,34                         | 1/18                          |
|                                    | La Libertad Avanza                             | La Libertad Avanza                             | 3.979                         | 5,46                          |                               |
|                                    | Frente La Rioja Puede                          | Frente La Rioja Puede                          | 527                           | 0,72                          |                               |
|                                    | Frente Grande                                  | Frente Grande                                  | 223                           | 0,31                          |                               |
|                                    | Fuerza Liberal                                 | Fuerza Liberal                                 | 183                           | 0,25                          |                               |
|                                    | Todo para Ustedes                              | Todo para Ustedes                              | 137                           | 0,19                          |                               |
|                                    | Frente de Izquierda y de Trabajadores - Unidad | Frente de Izquierda y de Trabajadores - Unidad | 114                           | 0,16                          |                               |
|                                    | Partido de la Gente                            | Partido de la Gente                            | 88                            | 0,12                          |                               |
|                                    | Raíces de mi Pueblo                            | Raíces de mi Pueblo                            | 85                            | 0,12                          |                               |
|                                    | Crecer                                         | Crecer                                         | 83                            | 0,11                          |                               |
|                                    |                                                |                                                |                               |                               |                               |
| Votos positivos                    | Votos positivos                                | Votos positivos                                | 72.827                        | 88,55                         |                               |
| Votos en blanco                    | Votos en blanco                                | Votos en blanco                                | 8.470                         | 10,30                         |                               |
| Votos anulados                     | Votos anulados                                 | Votos anulados                                 | 946                           | 1,15                          |                               |
| Total de votos                     | Total de votos                                 | Total de votos                                 | 82.243                        | 100                           |                               |
| Votantes registrados/participación | Votantes registrados/participación             | Votantes registrados/participación             | 102.765                       | 80,03                         |                               |

#### Resultados por departamentos
| Ángel V. Peñaloza 1 Diputado       | Ángel V. Peñaloza 1 Diputado                   | Ángel V. Peñaloza 1 Diputado | Ángel V. Peñaloza 1 Diputado | Ángel V. Peñaloza 1 Diputado | Ángel V. Peñaloza 1 Diputado |
| Partido/Alianza                    | Partido/Alianza                                | Votos                        | %                            | Bancas                       | Candidatos |
| ---------------------------------- | ---------------------------------------------- | ---------------------------- | ---------------------------- | ---------------------------- | --- |
|                                    | Frente Federal                                 | 884                          | 40,20                        | 1/1                          | 1. Jesús Omar Castro |
|                                    | Movimiento Unidos por el Cambio                | 686                          | 31,20                        | 0/1                          | 1. Benita Lidia Luján |
|                                    | Movimiento Popular Alternativo                 | 368                          | 16,73                        | 0/1                          | 1. Mario Nicolás Luna |
|                                    | Juntos por el Cambio                           | 227                          | 10,32                        | 0/1                          | 1. Juan Manuel Martín |
|                                    | La Libertad Avanza                             | 34                           | 1,55                         | 0/1                          | 1. José Luis González |
|                                    |                                                |                              |                              |                              | |
| Votos positivos                    | Votos positivos                                | 2.199                        | 95,15                        |                              | |
| Votos en blanco                    | Votos en blanco                                | 81                           | 3,50                         |                              | |
| Votos anulados                     | Votos anulados                                 | 31                           | 1,34                         |                              | |
| Total de votos                     | Total de votos                                 | 2.311                        | 100                          |                              | |
| Votantes registrados/participación | Votantes registrados/participación             | 2.636                        | 87,67                        |                              | |
| Arauco 3 Diputados                 |                                                |                              |                              |                              | |
| Partido/Alianza                    | Partido/Alianza                                | Votos                        | %                            | Bancas                       | Candidatos |
|                                    | Frente Federal                                 | 4.034                        | 39,28                        | 2/3                          | 1. Pablo Darío Leo 2. María Florencia López 3. Julio César Reinoso                                                                           |
|                                    | Partido Lealtad y Dignidad                     | 2.263                        | 22,04                        | 1/3                          | 1. Nicolás Antonio Martínez 2. Sandra Rosalba Herrera 3. Ernesto Rogelio Romero                                                              |
|                                    | Partido Conducción Renovadora                  | 1.128                        | 10,98                        | 0/3                          | 1. Gustavo Rafael Minuzzi 2. Ruth Marlene Borda Saavedra 3. Eduardo Nicolás Brizuela                                                         |
|                                    | Arauco Crece                                   | 1.085                        | 10,56                        | 0/3                          | 1. Jorge Martín Cabo Guzmán 2. Zulma Andrea Carrizo 3. Sandro Jorge Navarro                                                                  |
|                                    | Partido Compromiso, Acción y Trabajo           | 536                          | 5,22                         | 0/3                          | 1. Paola Andreu 2. Marcelo Alcaraz 3. Patricia Moreno                                                                                        |
|                                    | La Libertad Avanza                             | 470                          | 4,58                         | 0/3                          | 1. Horacio Gabriel Pascuale 2. Claudia de la Fuente 3. Fabián Domingo de Bonis                                                               |
|                                    | Juntos por el Cambio                           | 382                          | 3,72                         | 0/3                          | 1. Daniela Patricia Romero 2. Gustavo Antonio Cativa 3. María Celeste Moreno                                                                 |
|                                    | Frente La Rioja Puede                          | 222                          | 2,16                         | 0/3                          | 1. José Fernando Olivera 2. María Susan Castro 3. Fernando Ernesto Dottori                                                                   |
|                                    | Crecer                                         | 83                           | 0,81                         | 0/3                          | 1. Pilar Nicolás Falón 2. María Daniela Torrecilla 3. Raúl Saavedra                                                                          |
|                                    | Fuerza Liberal                                 | 67                           | 0,65                         | 0/3                          | 1. Juan Andrés Martí 2. Jimena del Valle Vera 3. Oscar Raúl D'Albano                                                                         |
|                                    |                                                |                              |                              |                              | |
| Votos positivos                    | Votos positivos                                | 10.270                       | 91,56                        |                              | |
| Votos en blanco                    | Votos en blanco                                | 830                          | 7,40                         |                              | |
| Votos anulados                     | Votos anulados                                 | 117                          | 1,04                         |                              | |
| Total de votos                     | Total de votos                                 | 11.217                       | 100                          |                              | |
| Votantes registrados/participación | Votantes registrados/participación             | 13.129                       | 85,44                        |                              | |
| Belgrano 1 Diputado                |                                                |                              |                              |                              | |
| Partido/Alianza                    | Partido/Alianza                                | Votos                        | %                            | Bancas                       | Candidatos |
|                                    | Frente Federal                                 | 2.294                        | 49,21                        | 1/1                          | 1. Paul Alberto Mercado |
|                                    | Unidad y Progreso                              | 1.604                        | 34,41                        | 0/1                          | 1. Carlos Alberto Romero |
|                                    | Partido Social por el Bien Común               | 295                          | 6,33                         | 0/1                          | 1. Nicolás José Carlos Aballay |
|                                    | Juntos por el Cambio                           | 188                          | 4,03                         | 0/1                          | 1. Carlos Dante Maldonado |
|                                    | Movimiento Fundacional La Rioja                | 152                          | 3,26                         | 0/1                          | 1. Leandro Ariel Arabel |
|                                    | Frente Grande                                  | 129                          | 2,77                         | 0/1                          | 1. Alejandro Nicolás Alcaraz |
|                                    |                                                |                              |                              |                              | |
| Votos positivos                    | Votos positivos                                | 4.662                        | 89,69                        |                              | |
| Votos en blanco                    | Votos en blanco                                | 503                          | 9,68                         |                              | |
| Votos anulados                     | Votos anulados                                 | 33                           | 0,63                         |                              | |
| Total de votos                     | Total de votos                                 | 5.198                        | 100                          |                              | |
| Votantes registrados/participación | Votantes registrados/participación             | 6.714                        | 77,42                        |                              | |
| Chamical 3 Diputados               |                                                |                              |                              |                              | |
| Partido/Alianza                    | Partido/Alianza                                | Votos                        | %                            | Bancas                       | Candidatos |
|                                    | Vecinalismo Chamicalense                       | 2.661                        | 31,57                        | 2/3                          | 1. Luis Alberto Chumbita 2. Carla Noelia Aliendro 3. Oscar Carlos Ariel Cobresí                                                              |
|                                    | Peronista sin Fronteras                        | 1.643                        | 19,49                        | 1/3                          | 1. Juan José Elías 2. Danny Abdala 3. Jorge Martín López                                                                                     |
|                                    | Frente Riojano Federal                         | 1.068                        | 12,67                        | 0/3                          | 1. Sergio Daniel Brizuela 2. Daiana Soledad Gondolo 3. Enzo Nicolás Luján                                                                    |
|                                    | La Libertad Avanza                             | 808                          | 9,58                         | 0/3                          | 1. Miguel Baltazar Carbel 2. Valeria Rosa Flores 3. Marcos Andrés Vera Nigoul                                                                |
|                                    | Movimiento Octubres                            | 425                          | 5,04                         | 0/3                          | 1. Enrique Jacobo Nicolini 2. Sandra Rita Guarda Puerta 3. César Alberto Aparicio                                                            |
|                                    | Juntos por el Cambio                           | 365                          | 4,33                         | 0/3                          | 1. Eduardo Leandro Torres 2. Gladis Huallpa Llanos 3. Ricardo Alberto Díaz                                                                   |
|                                    | Partido de la Victoria                         | 352                          | 4,18                         | 0/3                          | 1. Armando del Rosario Vera 2. Georgina Elena Colque 3. Jorge Fernando Torres                                                                |
|                                    | Partido Conducción Renovadora                  | 229                          | 2,72                         | 0/3                          | 1. Sebastián Leonardo Fernández 2. Susana Nicolasa Torres 3. Alejandro Jesús Pereyra                                                         |
|                                    | Movimiento Departamental                       | 137                          | 1,63                         | 0/3                          | 1. Walther Martín Fernández 2. Ivana Alejandra Díaz 3. Luis Adolfo Agüero                                                                    |
|                                    | Todo para Ustedes                              | 137                          | 1,63                         | 0/3                          | 1. Nazareno Gonzalo Quintero 2. Natalia Judith Arroyo Ruiz 3. Hugo César Corzo                                                               |
|                                    | Movimiento Fundacional La Rioja                | 109                          | 1,29                         | 0/3                          | 1. Francisco Haroldo Carbel 2. Mónica Noemí Ábalos 3. Mauricio Daniel Peiretti                                                               |
|                                    | Frente Social para el Desarrollo               | 99                           | 1,17                         | 0/3                          | 1. Silvio Muñoz 2. María Magdalena González 3. Ramón Marcial Aballay                                                                         |
|                                    | Frente Grande                                  | 94                           | 1,12                         | 0/3                          | 1. Daniel Elías Abdala 2. Sandra del Valle Toledo 3. Fernando Ariel Figueroa                                                                 |
|                                    | Movimiento Tercera Posición                    | 93                           | 1,10                         | 0/3                          | 1. Héctor Gerardo Vargas 2. Yanina Guadalupe Pedraza 3. Dante Orlando Chanampa                                                               |
|                                    | Partido de la Gente                            | 88                           | 1,04                         | 0/3                          | 1. Jonathan David Aliendro 2. Tamara Corzo 3. Iván Andrés Ruiz                                                                               |
|                                    | Raíces de mi Pueblo                            | 85                           | 1,01                         | 0/3                          | 1. Carlos César Vera 2. Elizabeth de las Mercedes Daaz 3. Francisco Darío Vera                                                               |
|                                    | Fuerza Liberal                                 | 37                           | 0,44                         | 0/3                          | 1. Edgar Alberto Paredes 2. Claudia Beatriz Gómez 3. Julio Marcelo Díaz                                                                      |
|                                    |                                                |                              |                              |                              | |
| Votos positivos                    | Votos positivos                                | 8.430                        | 87,20                        |                              | |
| Votos en blanco                    | Votos en blanco                                | 1.120                        | 11,59                        |                              | |
| Votos anulados                     | Votos anulados                                 | 117                          | 1,21                         |                              | |
| Total de votos                     | Total de votos                                 | 9.667                        | 100                          |                              | |
| Votantes registrados/participación | Votantes registrados/participación             | 12.742                       | 75,87                        |                              | |
| Chilecito 4 Diputados              |                                                |                              |                              |                              | |
| Partido/Alianza                    | Partido/Alianza                                | Votos                        | %                            | Bancas                       | Candidatos |
|                                    | Partido de la Victoria                         | 6.419                        | 22,50                        | 1/4                          | 1. Raúl Eduardo Cabral 2. María Laura Romero López 3. Julio Francisco Liberani 4. María Helma Nicolasa Hunicken                              |
|                                    | Partido Construyamos Juntos                    | 6.190                        | 21,70                        | 1/4                          | 1. Sebastián Gutiérrez 2. Sigrid Patricia Waidatt 3. Miguel Ángel Márquez Muñoz 4. Ana María Rita Neris                                      |
|                                    | Ciudadanos                                     | 5.210                        | 18,27                        | 1/4                          | 1. Mario Claudio Ruiz 2. Fabiana Carolina Oviedo 3. Luis Alberto Miguel 4. Evangelina Griselda Tarabanoff                                    |
|                                    | Juntos por el Cambio                           | 3.984                        | 13,97                        | 1/4                          | 1. Gabriela Azucena Rodríguez 2. Carlos Raúl Martínez 3. Rita María Gabriela Rincón 4. Elio Rodolfo Porra                                    |
|                                    | La Libertad Avanza                             | 2.324                        | 8,15                         | 0/4                          | 1. Rolando Alfredo Godoy 2. Salomé González 3. Lucas Pablo Araoz Barrera 4. María Margarita Oviedo                                           |
|                                    | Frente Federal                                 | 1.759                        | 6,17                         | 0/4                          | 1. Pedro Enrique Molina 2. Iris Margo Ruiz Bordón 3. Francisco Leonardo Núñez 4. María Agustina Moreta                                       |
|                                    | Un Cambio para mi Pueblo                       | 1.092                        | 3,83                         | 0/4                          | 1. Daniel Alejandro Palacios 2. Tania Gimena Dávila Baigorri 3. Fernando Adrián Magno 4. Luisa Adriana Brito                                 |
|                                    | Movimiento Tercera Posición                    | 1.047                        | 3,67                         | 0/4                          | 1. Graciela Beatriz Delgado 2. Oscar Ramón Perea 3. María Elena Soria Martínez 4. Jorge Nicolás Bonader MacDonell                            |
|                                    | Frente La Rioja Puede                          | 305                          | 1,07                         | 0/4                          | 1. Faraón Hassan Nicolás Masud 2. Silvia Patricia de las Mercedes Coseddu 3. Roberto Maximiliano Brizuela 4. Carla Giselle Spadoni Santander |
|                                    | Frente de Izquierda y de Trabajadores - Unidad | 114                          | 0,40                         | 0/4                          | 1. Claudia Fabiana Baigorria 2. Alan Alfredo Soria 3. Cristela Carolina Cejas 4. Enmanuel Galeano Dávalos                                    |
|                                    | Fuerza Liberal                                 | 79                           | 0,28                         | 0/4                          | 1. Luis Ricardo Martínez 2. Daniela Soledad Vega 3. Hugo Martín Manriques 4. Mayra Gisele Portugal                                           |
|                                    |                                                |                              |                              |                              | |
| Votos positivos                    | Votos positivos                                | 28.523                       | 84,47                        |                              | |
| Votos en blanco                    | Votos en blanco                                | 4.741                        | 14,04                        |                              | |
| Votos anulados                     | Votos anulados                                 | 504                          | 1,49                         |                              | |
| Total de votos                     | Total de votos                                 | 33.768                       | 100                          |                              | |
| Votantes registrados/participación | Votantes registrados/participación             | 43.667                       | 77,33                        |                              | |
| Famatina 1 Diputado                |                                                |                              |                              |                              | |
| Partido/Alianza                    | Partido/Alianza                                | Votos                        | %                            | Bancas                       | Candidatos |
|                                    | Frente Federal                                 | 1.796                        | 42,94                        | 1/1                          | 1. Nicolás Máximo Díaz |
|                                    | Frente Social para el Desarrollo               | 1.361                        | 32,54                        | 0/1                          | 1. Alberto Lauriano Godoy |
|                                    | Movimiento Fundacional La Rioja                | 817                          | 19,53                        | 0/1                          | 1. Carolina Marcela Suffich |
|                                    | La Libertad Avanza                             | 209                          | 5,00                         | 0/1                          | 1. Ramón Sebastián Rearte |
|                                    |                                                |                              |                              |                              | |
| Votos positivos                    | Votos positivos                                | 4.183                        | 94,79                        |                              | |
| Votos en blanco                    | Votos en blanco                                | 204                          | 4,62                         |                              | |
| Votos anulados                     | Votos anulados                                 | 26                           | 0,59                         |                              | |
| Total de votos                     | Total de votos                                 | 4.413                        | 100                          |                              | |
| Votantes registrados/participación | Votantes registrados/participación             | 5.381                        | 82,01                        |                              | |
| Independencia 1 Diputado           |                                                |                              |                              |                              | |
| Partido/Alianza                    | Partido/Alianza                                | Votos                        | %                            | Bancas                       | Candidatos |
|                                    | Partido de la Victoria                         | 606                          | 29,26                        | 1/1                          | 1. Natalia Noelia Oros |
|                                    | Movimiento Tercera Posición                    | 433                          | 20,91                        | 0/1                          | 1. Víctor Manuel Pontes Paz |
|                                    | Partido Conducción Renovadora                  | 320                          | 15,45                        | 0/1                          | 1. Diego Roberto Vega |
|                                    | Movimiento Provincial de Integración Popular   | 319                          | 15,40                        | 0/1                          | 1. Gisela Cristina Centeno |
|                                    | Somos                                          | 218                          | 10,53                        | 0/1                          | 1. Carlos Martín Verón |
|                                    | Juntos por el Cambio                           | 175                          | 8,45                         | 0/1                          | 1. Javier Paolo Ruarte |
|                                    |                                                |                              |                              |                              | |
| Votos positivos                    | Votos positivos                                | 2.071                        | 93,46                        |                              | |
| Votos en blanco                    | Votos en blanco                                | 130                          | 5,87                         |                              | |
| Votos anulados                     | Votos anulados                                 | 15                           | 0,68                         |                              | |
| Total de votos                     | Total de votos                                 | 2.216                        | 100                          |                              | |
| Votantes registrados/participación | Votantes registrados/participación             | 2.488                        | 89,07                        |                              | |
| Lamadrid 1 Diputado                |                                                |                              |                              |                              | |
| Partido/Alianza                    | Partido/Alianza                                | Votos                        | %                            | Bancas                       | Candidatos |
|                                    | Unidos Somos Más                               | 661                          | 42,92                        | 1/1                          | 1. Luis Lisandro Rojo |
|                                    | Somos                                          | 455                          | 29,55                        | 0/1                          | 1. Jesús Iván Pihuala |
|                                    | Movimiento Octubres                            | 187                          | 12,14                        | 0/1                          | 1. Víctor Daniel Aciares |
|                                    | Movimiento Provincial de Integración Popular   | 178                          | 11,56                        | 0/1                          | 1. Otto Ladislao Olivera Páez |
|                                    | La Libertad Avanza                             | 59                           | 3,83                         | 0/1                          | 1. Nicolás Horacio Carrizo Rosales |
|                                    |                                                |                              |                              |                              | |
| Votos positivos                    | Votos positivos                                | 1.540                        | 95,59                        |                              | |
| Votos en blanco                    | Votos en blanco                                | 71                           | 4,41                         |                              | |
| Votos anulados                     | Votos anulados                                 | 0                            | 0,00                         |                              | |
| Total de votos                     | Total de votos                                 | 1.611                        | 100                          |                              | |
| Votantes registrados/participación | Votantes registrados/participación             | 1.765                        | 91,27                        |                              | |
| Ocampo 1 Diputado                  |                                                |                              |                              |                              | |
| Partido/Alianza                    | Partido/Alianza                                | Votos                        | %                            | Bancas                       | Candidatos |
|                                    | Movimiento Provincial de Integración Popular   | 2.811                        | 54,58                        | 1/1                          | 1. Fabián Nicolás Gauna |
|                                    | Movimiento Tercera Posición                    | 2.036                        | 39,53                        | 0/1                          | 1. Germán Enrique Díaz |
|                                    | Juntos por el Cambio                           | 173                          | 3,36                         | 0/1                          | 1. Franco Emanuel Paredes |
|                                    | La Libertad Avanza                             | 75                           | 1,46                         | 0/1                          | 1. Juan Carlos Ronco |
|                                    | Movimiento Fundacional La Rioja                | 55                           | 1,07                         | 0/1                          | 1. Hugo Daniel Brito |
|                                    |                                                |                              |                              |                              | |
| Votos positivos                    | Votos positivos                                | 5.150                        | 93,47                        |                              | |
| Votos en blanco                    | Votos en blanco                                | 292                          | 5,30                         |                              | |
| Votos anulados                     | Votos anulados                                 | 68                           | 1,23                         |                              | |
| Total de votos                     | Total de votos                                 | 5.510                        | 100                          |                              | |
| Votantes registrados/participación | Votantes registrados/participación             | 6.651                        | 82,84                        |                              | |
| San Blas de los Sauces 1 Diputado  |                                                |                              |                              |                              | |
| Partido/Alianza                    | Partido/Alianza                                | Votos                        | %                            | Bancas                       | Candidatos |
|                                    | Frente de Todos                                | 1.531                        | 62,93                        | 1/1                          | 1. Silvio Horacio Villagra |
|                                    | Juntos por el Cambio                           | 902                          | 37,07                        | 0/1                          | 1. David Yaser Yapur |
|                                    |                                                |                              |                              |                              | |
| Votos positivos                    | Votos positivos                                | 2.433                        | 87,27                        |                              | |
| Votos en blanco                    | Votos en blanco                                | 334                          | 11,98                        |                              | |
| Votos anulados                     | Votos anulados                                 | 21                           | 0,75                         |                              | |
| Total de votos                     | Total de votos                                 | 2.788                        | 100                          |                              | |
| Votantes registrados/participación | Votantes registrados/participación             | 3.498                        | 79,70                        |                              | |
| San Martín 1 Diputado              |                                                |                              |                              |                              | |
| Partido/Alianza                    | Partido/Alianza                                | Votos                        | %                            | Bancas                       | Candidatos |
|                                    | Frente Federal                                 | 2.021                        | 60,04                        | 1/1                          | 1. José Abrahán Couceiro |
|                                    | Siempre Junto a la Gente                       | 1.345                        | 39,96                        | 0/1                          | 1. Enzo Federico Nicolás Pinto |
|                                    |                                                |                              |                              |                              | |
| Votos positivos                    | Votos positivos                                | 3.366                        | 94,98                        |                              | |
| Votos en blanco                    | Votos en blanco                                | 164                          | 4,63                         |                              | |
| Votos anulados                     | Votos anulados                                 | 14                           | 0,40                         |                              | |
| Total de votos                     | Total de votos                                 | 3.544                        | 100                          |                              | |
| Votantes registrados/participación | Votantes registrados/participación             | 4.094                        | 86,57                        |                              | |

### Convención Constituyente
| Partido/Alianza                    | Partido/Alianza                                        | Partido/Alianza                                        | Votos   | %     | Bancas |
| ---------------------------------- | ------------------------------------------------------ | ------------------------------------------------------ | ------- | ----- | ------ |
|                                    |                                                        | Frente de Todos                                        | 100.990 | 65,35 | 27/36  |
|                                    | Partido Lealtad y Dignidad                             | 2.140                                                  | 1,38    | 1/36  |        |
|                                    | Peronista sin Fronteras                                | 0                                                      | 0,00    |       |        |
| Total Frente de Todos              | Total Frente de Todos                                  | Total Frente de Todos                                  | 103.130 | 66,73 | 28/36  |
|                                    |                                                        | Juntos por el Cambio                                   | 45.701  | 29,57 | 8/36   |
|                                    | Movimiento Fundacional La Rioja                        | 1.544                                                  | 1,00    |       |        |
| Total Juntos por el Cambio         | Total Juntos por el Cambio                             | Total Juntos por el Cambio                             | 47.245  | 30,57 | 8/36   |
|                                    | Frente de Izquierda y de Trabajadores - Unidad         | Frente de Izquierda y de Trabajadores - Unidad         | 1.422   | 0,92  |        |
|                                    | Frente La Rioja Puede                                  | Frente La Rioja Puede                                  | 869     | 0,56  |        |
|                                    | Fuerza Liberal                                         | Fuerza Liberal                                         | 751     | 0,49  |        |
|                                    | Frente Riojano de Organización Popular Victoria Romero | Frente Riojano de Organización Popular Victoria Romero | 606     | 0,39  |        |
|                                    | Partido Comunista                                      | Partido Comunista                                      | 432     | 0,28  |        |
|                                    | Crecer                                                 | Crecer                                                 | 84      | 0,05  |        |
|                                    |                                                        |                                                        |         |       |        |
| Votos positivos                    | Votos positivos                                        | Votos positivos                                        | 154.539 | 72,59 |        |
| Votos en blanco                    | Votos en blanco                                        | Votos en blanco                                        | 55.954  | 26,28 |        |
| Votos anulados                     | Votos anulados                                         | Votos anulados                                         | 2.405   | 1,13  |        |
| Total de votos                     | Total de votos                                         | Total de votos                                         | 212.898 | 100   |        |
| Votantes registrados/participación | Votantes registrados/participación                     | Votantes registrados/participación                     | 302.870 | 70,29 |        |

#### Resultados por departamentos
| Ángel V. Peñaloza 1 Convencional       | Ángel V. Peñaloza 1 Convencional                       | Ángel V. Peñaloza 1 Convencional | Ángel V. Peñaloza 1 Convencional | Ángel V. Peñaloza 1 Convencional | Ángel V. Peñaloza 1 Convencional |
| Partido/Alianza                        | Partido/Alianza                                        | Votos                            | %                                | Bancas                           | Candidatos |
| -------------------------------------- | ------------------------------------------------------ | -------------------------------- | -------------------------------- | -------------------------------- | --- |
|                                        | Frente de Todos                                        | 1.534                            | 100                              | 1/1                              | 1. Juan Florencio Nicolás Bazán |
|                                        |                                                        |                                  |                                  |                                  | |
| Votos positivos                        | Votos positivos                                        | 1.534                            | 66,38                            |                                  | |
| Votos en blanco                        | Votos en blanco                                        | 775                              | 33,54                            |                                  | |
| Votos anulados                         | Votos anulados                                         | 2                                | 0,09                             |                                  | |
| Total de votos                         | Total de votos                                         | 2.311                            | 100                              |                                  | |
| Votantes registrados/participación     | Votantes registrados/participación                     | 2.636                            | 87,67                            |                                  | |
| Arauco 3 Convencionales                |                                                        |                                  |                                  |                                  | |
| Partido/Alianza                        | Partido/Alianza                                        | Votos                            | %                                | Bancas                           | Candidatos |
|                                        | Frente de Todos                                        | 5.373                            | 63,57                            | 2/3                              | 1. Julio César Díaz 2. Patricia del Valle Delgado 3. César Patricio Córdoba |
|                                        | Partido Lealtad y Dignidad                             | 2.140                            | 25,32                            | 1/3                              | 1. Claudia Carina Picón 2. Matías Alexis Abrego 3. Giovanna Elizabeth Allende |
|                                        | Juntos por el Cambio                                   | 796                              | 9,42                             | 0/3                              | 1. Martha Laura Montivero 2. Gustavo Antonio Cativa 3. María Celeste Moreno |
|                                        | Crecer                                                 | 84                               | 0,99                             | 0/3                              | 1. Antonio Juan Carlos Falón 2. Cyntia de la Fuente 3. José Federico Saquilan |
|                                        | Fuerza Liberal                                         | 59                               | 0,70                             | 0/3                              | 1. Víctor Hugo Pereyra 2. Milagros Maia Ludmila Ortiz 3. Jorge Daniel Díaz |
|                                        |                                                        |                                  |                                  |                                  | |
| Votos positivos                        | Votos positivos                                        | 8.452                            | 75,35                            |                                  | |
| Votos en blanco                        | Votos en blanco                                        | 2.649                            | 23,62                            |                                  | |
| Votos anulados                         | Votos anulados                                         | 116                              | 1,03                             |                                  | |
| Total de votos                         | Total de votos                                         | 11.217                           | 100                              |                                  | |
| Votantes registrados/participación     | Votantes registrados/participación                     | 13.129                           | 85,44                            |                                  | |
| Belgrano 1 Convencional                |                                                        |                                  |                                  |                                  | |
| Partido/Alianza                        | Partido/Alianza                                        | Votos                            | %                                | Bancas                           | Candidatos |
|                                        | Frente de Todos                                        | 2.968                            | 84,85                            | 1/1                              | 1. Walter Flores |
|                                        | Juntos por el Cambio                                   | 530                              | 15,15                            | 0/1                              | 1. María Rita de los Ángeles Rivero |
|                                        |                                                        |                                  |                                  |                                  | |
| Votos positivos                        | Votos positivos                                        | 3.498                            | 67,30                            |                                  | |
| Votos en blanco                        | Votos en blanco                                        | 1.676                            | 32,24                            |                                  | |
| Votos anulados                         | Votos anulados                                         | 24                               | 0,46                             |                                  | |
| Total de votos                         | Total de votos                                         | 5.198                            | 100                              |                                  | |
| Votantes registrados/participación     | Votantes registrados/participación                     | 6.714                            | 77,42                            |                                  | |
| Capital 8 Convencionales               |                                                        |                                  |                                  |                                  | |
| Partido/Alianza                        | Partido/Alianza                                        | Votos                            | %                                | Bancas                           | Candidatos |
|                                        | Frente de Todos                                        | 37.884                           | 49,75                            | 4/8                              | Ver candidatos: 1. Pedro Oscar Goyochea 2. Mariana Andrea Nievas 3. Adrián Ariel Puy Soria 4. Ada Mercedes Maza 5. Miguel Ángel Zárate 6. María Emilia Santander 7. Diego Emmanuel Noriega Alcaraz 8. Nadia Soledad Luján Galo                      |
|                                        | Juntos por el Cambio                                   | 35.075                           | 46,06                            | 4/8                              | Ver candidatos: 1. Cristina Adriana Salzwedel 2. Gustavo Gabriel Canteros 3. Paulina Carmona 4. Jorge Nicolás Ocampo 5. Graciela del Valle Bazán 6. Jorge Brizuela Cáceres 7. Marcela Alejandra Garrot 8. Gonzalo Raúl Villach                      |
|                                        | Frente de Izquierda y de Trabajadores - Unidad         | 1.275                            | 1,67                             | 0/8                              | Ver candidatos: 1. María José González 2. Francisco Emilio Cuello 3. Melani Agostina Jaramillo Galleguillo 4. Kevin Javier Robles 5. Cinthia del Valle Fernández 6. Horacio Pavón 7. Karina Edith Díaz 8. Sebastián Daniel Maximiliano Sarmiento    |
|                                        | Frente La Rioja Puede                                  | 617                              | 0,81                             | 0/8                              | Ver candidatos: 1. José Nicolás Cosseddu 2. Laura Estela Marisa Almonacid 3. Sebastián Mercado Luna 4. María Noelia Neira 5. Juan Ramiro Santamaría 6. Ana Cecilia Sánchez 7. Gabriel Alberto Nicolás Gaitán 8. María Rosa Bordón                   |
|                                        | Fuerza Liberal                                         | 485                              | 0,64                             | 0/8                              | Ver candidatos: 1. Liliana Márquez 2. Miguel Ángel Páez 3. Claudia Lorena Britos Arias 4. Luis Alberto Pérez 5. Marilyn Marianela Gómez Tejada 6. José Nicolás Rearte 7. Gisel Anahí Mora Sanabria 8. Jorge Godoy                                   |
|                                        | Partido Comunista                                      | 432                              | 0,57                             | 0/8                              | Ver candidatos: 1. Rogelio de Leonardi 2. Analía del Rosario Fonzalida Heredia 3. Sergio González 4. María Elisa Reinoso 5. Carlos Francisco Marcial 6. Camila Rodríguez 7. Mario Fernando Muñoz 8. Rosa Beatriz Nieto                              |
|                                        | Frente Riojano de Organización Popular Victoria Romero | 385                              | 0,51                             | 0/8                              | Ver candidatos: 1. Francisco Manuel Ortiz 2. Valeria Vanina Vedia Gallardo 3. Fernando Einar Gómez 4. María Selene Mira 5. Juan Silvestre Moreno Flores 6. Viviana Mercedes Gómez 7. Maximiliano Luis Giannini 8. Fátima Yanet Atencio Scarttezzini |
|                                        |                                                        |                                  |                                  |                                  | |
| Votos positivos                        | Votos positivos                                        | 76.153                           | 74,92                            |                                  | |
| Votos en blanco                        | Votos en blanco                                        | 24.199                           | 23,81                            |                                  | |
| Votos anulados                         | Votos anulados                                         | 1.296                            | 1,27                             |                                  | |
| Total de votos                         | Total de votos                                         | 101.648                          | 100                              |                                  | |
| Votantes registrados/participación     | Votantes registrados/participación                     | 163.536                          | 62,16                            |                                  | |
| Castro Barros 1 Convencional           |                                                        |                                  |                                  |                                  | |
| Partido/Alianza                        | Partido/Alianza                                        | Votos                            | %                                | Bancas                           | Candidatos |
|                                        | Frente de Todos                                        | 2.590                            | 100                              | 1/1                              | 1. Lucas José Delgado |
|                                        |                                                        |                                  |                                  |                                  | |
| Votos positivos                        | Votos positivos                                        | 2.590                            | 60,68                            |                                  | |
| Votos en blanco                        | Votos en blanco                                        | 1.593                            | 37,32                            |                                  | |
| Votos anulados                         | Votos anulados                                         | 85                               | 1,99                             |                                  | |
| Total de votos                         | Total de votos                                         | 4.268                            | 100                              |                                  | |
| Votantes registrados/participación     | Votantes registrados/participación                     | 5.097                            | 83,74                            |                                  | |
| Chamical 3 Convencionales              |                                                        |                                  |                                  |                                  | |
| Partido/Alianza                        | Partido/Alianza                                        | Votos                            | %                                | Bancas                           | Candidatos |
|                                        | Frente de Todos                                        | 5.208                            | 88,24                            | 2/3                              | 1. Fermín Enrique Mora 2. María Fernanda Alcázar 3. Enrique Albert Stoller |
|                                        | Juntos por el Cambio                                   | 652                              | 11,05                            | 1/3                              | 1. Carlos Enrique del Moral 2. Mirta del Valle Negrete 3. Américo Nicolás Oyola |
|                                        | Fuerza Liberal                                         | 42                               | 0,71                             | 0/3                              | 1. Cristian Orlando Corzo 2. Liliana del Valle Ruiz 3. Juan Carlos Oliva |
|                                        |                                                        |                                  |                                  |                                  | |
| Votos positivos                        | Votos positivos                                        | 5.902                            | 61,05                            |                                  | |
| Votos en blanco                        | Votos en blanco                                        | 3.671                            | 37,97                            |                                  | |
| Votos anulados                         | Votos anulados                                         | 94                               | 0,97                             |                                  | |
| Total de votos                         | Total de votos                                         | 9.667                            | 100                              |                                  | |
| Votantes registrados/participación     | Votantes registrados/participación                     | 12.742                           | 75,87                            |                                  | |
| Chilecito 4 Convencionales             |                                                        |                                  |                                  |                                  | |
| Partido/Alianza                        | Partido/Alianza                                        | Votos                            | %                                | Bancas                           | Candidatos |
|                                        | Frente de Todos                                        | 18.161                           | 77,87                            | 3/4                              | 1. Santiago Azulay Cordero 2. Griselda Noemí Herrera 3. Guillermo Hernán Aguilar 4. Valentina Fernández Pugliese Delgado |
|                                        | Juntos por el Cambio                                   | 4.697                            | 20,14                            | 1/4                              | 1. Gustavo Adolfo Molina 2. Marcela del Valle Salinas 3. Sergio Ariel Cardozo 4. Jaqueline Inés Pérez |
|                                        | Frente La Rioja Puede                                  | 252                              | 1,08                             | 0/4                              | 1. Tomás Mario Olmedo 2. María José Luna 3. Narciso Valentín Brizuela 4. Mónica Beatriz Moyano |
|                                        | Frente de Izquierda y de Trabajadores - Unidad         | 147                              | 0,63                             | 0/4                              | 1. Natalia Lorena González 2. Cristian Pachocopa 3. Claudia Fabiana Baigorria 4. Jorge Gabriel Lobos |
|                                        | Fuerza Liberal                                         | 65                               | 0,28                             | 0/3                              | 1. Cristian Daniel Gallardo 2. María Evelin Aguirre 3. Renzo Daniel Vega 4. Dayana Carolina Gutiérrez |
|                                        |                                                        |                                  |                                  |                                  | |
| Votos positivos                        | Votos positivos                                        | 23.322                           | 69,07                            |                                  | |
| Votos en blanco                        | Votos en blanco                                        | 9.892                            | 29,29                            |                                  | |
| Votos anulados                         | Votos anulados                                         | 554                              | 1,64                             |                                  | |
| Total de votos                         | Total de votos                                         | 33.768                           | 100                              |                                  | |
| Votantes registrados/participación     | Votantes registrados/participación                     | 43.667                           | 77,33                            |                                  | |
| Facundo Quiroga 1 Convencional         |                                                        |                                  |                                  |                                  | |
| Partido/Alianza                        | Partido/Alianza                                        | Votos                            | %                                | Bancas                           | Candidatos |
|                                        | Frente de Todos                                        | 1.304                            | 83,06                            | 1/1                              | 1. Mariana Fany Andrada |
|                                        | Juntos por el Cambio                                   | 266                              | 16,94                            | 0/1                              | 1. Arcenio Roberto Agüero |
|                                        |                                                        |                                  |                                  |                                  | |
| Votos positivos                        | Votos positivos                                        | 1.570                            | 53,02                            |                                  | |
| Votos en blanco                        | Votos en blanco                                        | 1.388                            | 46,88                            |                                  | |
| Votos anulados                         | Votos anulados                                         | 3                                | 0,10                             |                                  | |
| Total de votos                         | Total de votos                                         | 2.961                            | 100                              |                                  | |
| Votantes registrados/participación     | Votantes registrados/participación                     | 3.450                            | 85,83                            |                                  | |
| Famatina 1 Convencional                |                                                        |                                  |                                  |                                  | |
| Partido/Alianza                        | Partido/Alianza                                        | Votos                            | %                                | Bancas                           | Candidatos |
|                                        | Frente de Todos                                        | 2.349                            | 70,20                            | 1/1                              | 1. Fabiana Ramaccioni |
|                                        | Movimiento Fundacional La Rioja                        | 997                              | 29,80                            | 0/1                              | 1. Silvia Beatriz Sarmiento |
|                                        |                                                        |                                  |                                  |                                  | |
| Votos positivos                        | Votos positivos                                        | 3.346                            | 75,82                            |                                  | |
| Votos en blanco                        | Votos en blanco                                        | 1.044                            | 23,66                            |                                  | |
| Votos anulados                         | Votos anulados                                         | 23                               | 0,52                             |                                  | |
| Total de votos                         | Total de votos                                         | 4.413                            | 100                              |                                  | |
| Votantes registrados/participación     | Votantes registrados/participación                     | 5.381                            | 82,01                            |                                  | |
| Felipe Varela 3 Convencionales         |                                                        |                                  |                                  |                                  | |
| Partido/Alianza                        | Partido/Alianza                                        | Votos                            | %                                | Bancas                           | Candidatos |
|                                        | Frente de Todos                                        | 4.231                            | 77,49                            | 2/3                              | 1. Ángel Nicolás Páez 2. María Rosana Tejada 3. Pablo Patricio Chamía |
|                                        | Juntos por el Cambio                                   | 682                              | 12,49                            | 1/3                              | 1. Franco Ricardo Soria 2. Mirtha Alejandra Aciar 3. Gastón Livio Ormeño |
|                                        | Movimiento Fundacional La Rioja                        | 547                              | 10,02                            | 0/3                              | 1. Jesús Alberto Cerezo 2. Erika Fabiana Searez 3. Carlos Andrés Vergara |
|                                        | Frente Riojano de Organización Popular Victoria Romero | 0                                | 0,00                             | 0/3                              | 1. Cristian Alexander Musso 2. Paloma Ingrid Páez 3. Carlos Vega |
|                                        |                                                        |                                  |                                  |                                  | |
| Votos positivos                        | Votos positivos                                        | 5.460                            | 74,56                            |                                  | |
| Votos en blanco                        | Votos en blanco                                        | 1.811                            | 24,73                            |                                  | |
| Votos anulados                         | Votos anulados                                         | 52                               | 0,71                             |                                  | |
| Total de votos                         | Total de votos                                         | 7.323                            | 100                              |                                  | |
| Votantes registrados/participación     | Votantes registrados/participación                     | 8.995                            | 81,41                            |                                  | |
| Independencia 1 Convencional           |                                                        |                                  |                                  |                                  | |
| Partido/Alianza                        | Partido/Alianza                                        | Votos                            | %                                | Bancas                           | Candidatos |
|                                        | Frente de Todos                                        | 1.489                            | 86,32                            | 1/1                              | 1. Gerardo Javier Fuenzalida |
|                                        | Juntos por el Cambio                                   | 236                              | 13,68                            | 0/1                              | 1. Claudia Liliana Soria |
|                                        |                                                        |                                  |                                  |                                  | |
| Votos positivos                        | Votos positivos                                        | 1.725                            | 77,84                            |                                  | |
| Votos en blanco                        | Votos en blanco                                        | 479                              | 21,62                            |                                  | |
| Votos anulados                         | Votos anulados                                         | 12                               | 0,54                             |                                  | |
| Total de votos                         | Total de votos                                         | 2.216                            | 100                              |                                  | |
| Votantes registrados/participación     | Votantes registrados/participación                     | 2.488                            | 89,07                            |                                  | |
| Lamadrid 1 Convencional                |                                                        |                                  |                                  |                                  | |
| Partido/Alianza                        | Partido/Alianza                                        | Votos                            | %                                | Bancas                           | Candidatos |
|                                        | Frente de Todos                                        | 1.282                            | 100                              | 1/1                              | 1. María Elvecia Chacón |
|                                        |                                                        |                                  |                                  |                                  | |
| Votos positivos                        | Votos positivos                                        | 1.282                            | 79,58                            |                                  | |
| Votos en blanco                        | Votos en blanco                                        | 329                              | 20,42                            |                                  | |
| Votos anulados                         | Votos anulados                                         | 0                                | 0,00                             |                                  | |
| Total de votos                         | Total de votos                                         | 1.611                            | 100                              |                                  | |
| Votantes registrados/participación     | Votantes registrados/participación                     | 1.765                            | 91,27                            |                                  | |
| Ocampo 1 Convencional                  |                                                        |                                  |                                  |                                  | |
| Partido/Alianza                        | Partido/Alianza                                        | Votos                            | %                                | Bancas                           | Candidatos |
|                                        | Frente de Todos                                        | 4.082                            | 100                              | 1/1                              | 1. Carina Tello |
|                                        |                                                        |                                  |                                  |                                  | |
| Votos positivos                        | Votos positivos                                        | 4.082                            | 74,07                            |                                  | |
| Votos en blanco                        | Votos en blanco                                        | 1.426                            | 25,88                            |                                  | |
| Votos anulados                         | Votos anulados                                         | 3                                | 0,05                             |                                  | |
| Total de votos                         | Total de votos                                         | 5.511                            | 100                              |                                  | |
| Votantes registrados/participación     | Votantes registrados/participación                     | 6.651                            | 82,86                            |                                  | |
| Rosario Vera Peñaloza 3 Convencionales |                                                        |                                  |                                  |                                  | |
| Partido/Alianza                        | Partido/Alianza                                        | Votos                            | %                                | Bancas                           | Candidatos |
|                                        | Frente de Todos                                        | 5.933                            | 85,54                            | 2/3                              | 1. Shirley del Luján Pesce 2. Marcelo Rodríguez 3. Cristina Nicolasa Saúl |
|                                        | Juntos por el Cambio                                   | 903                              | 13,02                            | 1/3                              | 1. Flavio Anwar Taibo Saddi 2. Rasmia Saddi 3. Francisco Hipólito Mercado |
|                                        | Fuerza Liberal                                         | 100                              | 1,44                             | 0/3                              | 1. Milagros Denis Agüero 2. Silvio Germán Cuello 3. Heredia Romina Janet Segura |
|                                        |                                                        |                                  |                                  |                                  | |
| Votos positivos                        | Votos positivos                                        | 6.936                            | 71,44                            |                                  | |
| Votos en blanco                        | Votos en blanco                                        | 2.671                            | 27,51                            |                                  | |
| Votos anulados                         | Votos anulados                                         | 102                              | 1,05                             |                                  | |
| Total de votos                         | Total de votos                                         | 9.709                            | 100                              |                                  | |
| Votantes registrados/participación     | Votantes registrados/participación                     | 13.556                           | 71,62                            |                                  | |
| San Blas de los Sauces 1 Convencional  |                                                        |                                  |                                  |                                  | |
| Partido/Alianza                        | Partido/Alianza                                        | Votos                            | %                                | Bancas                           | Candidatos |
|                                        | Frente de Todos                                        | 1.491                            | 63,72                            | 1/1                              | 1. Silvia Andrea Carrizo |
|                                        | Juntos por el Cambio                                   | 849                              | 36,28                            | 0/1                              | 1. Daira Yanina Alarcón |
|                                        |                                                        |                                  |                                  |                                  | |
| Votos positivos                        | Votos positivos                                        | 2.340                            | 83,93                            |                                  | |
| Votos en blanco                        | Votos en blanco                                        | 428                              | 15,35                            |                                  | |
| Votos anulados                         | Votos anulados                                         | 20                               | 0,72                             |                                  | |
| Total de votos                         | Total de votos                                         | 2.788                            | 100                              |                                  | |
| Votantes registrados/participación     | Votantes registrados/participación                     | 3.498                            | 79,70                            |                                  | |
| San Martín 1 Convencional              |                                                        |                                  |                                  |                                  | |
| Partido/Alianza                        | Partido/Alianza                                        | Votos                            | %                                | Bancas                           | Candidatos |
|                                        | Frente de Todos                                        | 2.577                            | 100                              | 1/1                              | 1. Marisa Nicolasa Leyes |
|                                        |                                                        |                                  |                                  |                                  | |
| Votos positivos                        | Votos positivos                                        | 2.577                            | 72,71                            |                                  | |
| Votos en blanco                        | Votos en blanco                                        | 961                              | 27,12                            |                                  | |
| Votos anulados                         | Votos anulados                                         | 6                                | 0,17                             |                                  | |
| Total de votos                         | Total de votos                                         | 3.544                            | 100                              |                                  | |
| Votantes registrados/participación     | Votantes registrados/participación                     | 4.094                            | 86,57                            |                                  | |
| Sanagasta 1 Convencional               |                                                        |                                  |                                  |                                  | |
| Partido/Alianza                        | Partido/Alianza                                        | Votos                            | %                                | Bancas                           | Candidatos |
|                                        | Frente de Todos                                        | 1.632                            | 81,03                            | 1/1                              | 1. María Magdalena García |
|                                        | Juntos por el Cambio                                   | 382                              | 18,97                            | 0/1                              | 1. Laura Ester Agost |
|                                        |                                                        |                                  |                                  |                                  | |
| Votos positivos                        | Votos positivos                                        | 2.014                            | 74,43                            |                                  | |
| Votos en blanco                        | Votos en blanco                                        | 682                              | 25,20                            |                                  | |
| Votos anulados                         | Votos anulados                                         | 10                               | 0,37                             |                                  | |
| Total de votos                         | Total de votos                                         | 2.706                            | 100                              |                                  | |
| Votantes registrados/participación     | Votantes registrados/participación                     | 3.060                            | 88,43                            |                                  | |
| Vinchina 1 Convencional                |                                                        |                                  |                                  |                                  | |
| Partido/Alianza                        | Partido/Alianza                                        | Votos                            | %                                | Bancas                           | Candidatos |
|                                        | Frente de Todos                                        | 902                              | 51,37                            | 1/1                              | 1. Segundo Emilio Rodríguez |
|                                        | Juntos por el Cambio                                   | 633                              | 36,05                            | 0/1                              | 1. Antonio Bernardo Julio |
|                                        | Frente Riojano de Organización Popular Victoria Romero | 221                              | 12,59                            | 0/1                              | 1. Edgar Raúl Perea |
|                                        | Peronista sin Fronteras                                | 0                                | 0,00                             | 0/1                              | 1. Florencia Daniela Zárate Romero |
|                                        |                                                        |                                  |                                  |                                  | |
| Votos positivos                        | Votos positivos                                        | 1.756                            | 86,12                            |                                  | |
| Votos en blanco                        | Votos en blanco                                        | 280                              | 13,73                            |                                  | |
| Votos anulados                         | Votos anulados                                         | 3                                | 0,15                             |                                  | |
| Total de votos                         | Total de votos                                         | 2.039                            | 100                              |                                  | |
| Votantes registrados/participación     | Votantes registrados/participación                     | 2.411                            | 84,57                            |                                  | |

## Elecciones municipales
| Departamento                 | Intendente electo        | Partido | Partido                                              | Alianza | Alianza         |
| ---------------------------- | ------------------------ | ------- | ---------------------------------------------------- | ------- | --------------- |
| Arauco                       | Virginia López           |         | Partido Frente Federal                               |         | Frente de Todos |
| Capital                      | Armando Molina           |         | Partido Justicialista                                |         | Frente de Todos |
| Castro Barros                | Miguel De la Vega        |         | Partido Frente Federal                               |         | Frente de Todos |
| Coronel Felipe Varela        | Hugo Páez                |         | Movimiento "Nuevo 30 de Noviembre"                   |         | Frente de Todos |
| Chamical                     | Dora Rodríguez           |         | Agrupación Municipal "Vecinalismo Chamicalense"      |         | Frente de Todos |
| Chilecito                    | Rodrigo Brizuela y Doria |         | Agrupación Política Municipal Ciudadanos             |         | Frente de Todos |
| Famatina                     | Adriana Olima            |         | Partido Frente Federal                               |         | Frente de Todos |
| General Ángel V. Peñaloza    | Ricardo Romero           |         | Partido Frente Federal                               |         | Frente de Todos |
| General Belgrano             | Juan Urbano              |         | Partido Frente Federal                               |         | Frente de Todos |
| General Juan Facundo Quiroga | Ariel Bejarano           |         | Partido Movimiento Popular Alternativo               |         | Frente de Todos |
| General Lamadrid             | Luis Orquera             |         | Partido Político Unidos Somos Más                    |         | Frente de Todos |
| General Ortiz de Ocampo      | Jorge Salomón            |         | Partido Movimiento Provincial de Integración Popular |         | Frente de Todos |
| General San Martín           | Uriel Vargas             |         | Partido Frente Federal                               |         | Frente de Todos |
| Independencia                | Claudio Rodrigo Akiki    |         | Partido Movimiento Provincial de Integración Popular |         | Frente de Todos |
| Rosario Vera Peñaloza        | Laura Carrizo            |         | Partido Frente Federal                               |         | Frente de Todos |
| San Blas de los Sauces       | Antonio Sotomayor        |         | Partido Justicialista                                |         | Frente de Todos |
| Sanagasta                    | Federico Sbíroli         |         | Partido Justicialista                                |         | Frente de Todos |
| Vinchina                     | Adriana Arias            |         | Partido Frente Federal                               |         | Frente de Todos |